# Dirka po Italiji 1984
Dirka po Italiji 1984 (italijansko Giro d'Italia 1984) je 67. izvedba dirke po Italiji, tritedenske moške cestne kolesarske etapne dirke. Začela se je 17. maja v Lucci in končala 10. junija v Veroni. Sodelovalo je 171 kolesarjev iz 19-ih ekip. Rožnato majico je prvič osvojil Francesco Moser (Gis Gelati–Tuc Lu), drugo mesto Laurent Fignon (Renault–Elf), tretje pa Moreno Argentin (Sammontana–Campagnolo). Vijolično majico je osvojil Urs Freuler (Atala), zeleno majico Laurent Fignon, belo majico pa Charly Mottet (Renault–Elf).

## Ekipe
- Alfa Lum–Olmo
- Ariostea
- Atala
- Bianchi–Piaggio
- Carrera–Inoxpran
- Cilo–Aufina–Magniflex
- Del Tongo–Colnago
- Dromedario-Alan
- Fanini–Wührer
- Gis Gelati–Tuc Lu
- Gianni Motta–Linea M.D. Italia
- Malvor–Bottecchia
- Metauro Mobili–Pinarello
- Murella–Rossin
- Renault–Elf
- Sammontana–Campagnolo
- Santini
- Supermercati Brianzoli
- Zor–Gemeaz Cusin

## Etape
| Etapa | Datum     | Štart/Cilj                      | Razdalja    | Tip         | Tip                  | Zmagovalec              |             |
| ----- | --------- | ------------------------------- | ----------- | ----------- | -------------------- | ----------------------- | ----------- |
| P     | 17. maj   | Lucca                           | 5 km        |             | posamični kronometer | Francesco Moser (ITA)   |             |
| 1     | 18. maj   | Lucca – Marina di Pietrasanta   | 55 km       |             | ekipni kronometer    | Renault–Elf             |             |
| 2     | 19. maj   | Marina di Pietrasanta – Firence | 127 km      |             | ravninska etapa      | Urs Freuler (SUI)       |             |
| 3     | 20. maj   | Bologna – Madonna di San Luca   | 110 km      |             | gorska etapa         | Moreno Argentin (ITA)   |             |
| 4     | 21. maj   | Bologna – Numana                | 238 km      |             | ravninska etapa      | Stefan Mutter (SUI)     |             |
| 5     | 22. maj   | Numana – Blockhaus              | 194 km      |             | gorska etapa         | Moreno Argentin (ITA)   |             |
| 6     | 23. maj   | Chieti – Foggia                 | 193 km      |             | ravninska etapa      | Francesco Moser (ITA)   |             |
| 7     | 24. maj   | Foggia – Marconia di Pisticci   | 226 km      |             | ravninska etapa      | Urs Freuler (SUI)       |             |
| 8     | 25. maj   | Policoro – Agropoli             | 228 km      |             | gorska etapa         | Urs Freuler (SUI)       |             |
| 9     | 26. maj   | Agropoli – Cava de' Tirreni     | 104 km      |             | gorska etapa         | Dag Erik Pedersen (NOR) |             |
|       | 27. maj   | dan počitka                     | dan počitka | dan počitka | dan počitka          | dan počitka             | dan počitka |
| 10    | 28. maj   | Cava de' Tirreni – Isernia      | 209 km      |             | gorska etapa         | Martial Gayant (FRA)    |             |
| 11    | 29. maj   | Isernia – Rieti                 | 243 km      |             | ravninska etapa      | Urs Freuler (SUI)       |             |
| 12    | 30. maj   | Rieti – Città di Castello       | 175 km      |             | ravninska etapa      | Paolo Rosola (ITA)      |             |
| 13    | 31. maj   | Città di Castello – Lerici      | 269 km      |             | gorska etapa         | Roberto Visentini (ITA) |             |
| 14    | 1. junij  | Lerici – Alessandria            | 204 km      |             | gorska etapa         | Sergio Santimaria (ITA) |             |
| 15    | 2. junij  | Certosa di Pavia – Milano       | 38 km       |             | posamični kronometer | Francesco Moser (ITA)   |             |
|       | 3. junij  | dan počitka                     | dan počitka | dan počitka | dan počitka          | dan počitka             | dan počitka |
| 16    | 4. junij  | Alessandria – Bardonecchia      | 198 km      |             | gorska etapa         | Dag Erik Pedersen (NOR) |             |
| 17    | 5. junij  | Bardonecchia – Lecco            | 249 km      |             | ravninska etapa      | Jürg Bruggmann (SUI)    |             |
| 18    | 6. junij  | Lecco – Merano                  | 252 km      |             | gorska etapa         | Bruno Leali (ITA)       |             |
| 19    | 7. junij  | Merano – Selva di Val Gardena   | 74 km       |             | gorska etapa         | Marino Lejarreta (ESP)  |             |
| 20    | 8. junij  | Selva di Val Gardena – Arabba   | 169 km      |             | gorska etapa         | Laurent Fignon (FRA)    |             |
| 21    | 9. junij  | Arabba – Treviso                | 208 km      |             | ravninska etapa      | Guido Bontempi (ITA)    |             |
| 22    | 10. junij | Soave – Verona                  | 42 km       |             | posamični kronometer | Francesco Moser (ITA)   |             |
|       | Skupaj    | Skupaj                          | 3808 km     | 3808 km     | 3808 km              | 3808 km                 | 3808 km     |

## Razvrstitev po klasifikacijah
| Etapa  | Zmagovalec        | Rožnata majica · | Vijolična majica ·  | Zelena majica · | Bela majica · | Ekipno po času   |
| ------ | ----------------- | ---------------- | ------------------- | --------------- | ------------- | ---------------- |
| P      | Francesco Moser   | Francesco Moser  | brez                | brez            | brez          | brez             |
| 1      | Renault–Elf       | Laurent Fignon   | brez                | brez            | brez          | Renault–Elf      |
| 2      | Urs Freuler       | Laurent Fignon   | Urs Freuler         | ?               | ?             | Renault–Elf      |
| 3      | Moreno Argentin   | Laurent Fignon   | Moreno Argentin     | Chioccioli      | ?             | Renault–Elf      |
| 4      | Stefan Mutter     | Laurent Fignon   | Urs Freuler         | ?               | ?             | Renault–Elf      |
| 5      | Moreno Argentin   | Francesco Moser  | Moreno Argentin     | ?               | ?             | Carrera–Inoxpran |
| 6      | Francesco Moser   | Francesco Moser  | Moreno Argentin     | ?               | ?             | Carrera–Inoxpran |
| 7      | Urs Freuler       | Francesco Moser  | Urs Freuler         | ?               | ?             | Carrera–Inoxpran |
| 8      | Urs Freuler       | Francesco Moser  | Urs Freuler         | Moreno Argentin | ?             | Carrera–Inoxpran |
| 9      | Dag Erik Pedersen | Francesco Moser  | Urs Freuler         | Moreno Argentin | ?             | Carrera–Inoxpran |
| 10     | Martial Gayant    | Francesco Moser  | Urs Freuler         | ?               | ?             | Carrera–Inoxpran |
| 11     | Urs Freuler       | Francesco Moser  | Urs Freuler         | ?               | ?             | Carrera–Inoxpran |
| 12     | Paolo Rosola      | Francesco Moser  | Urs Freuler         | ?               | ?             | Carrera–Inoxpran |
| 13     | Roberto Visentini | Francesco Moser  | Urs Freuler         | ?               | ?             | Carrera–Inoxpran |
| 14     | Sergio Santimaria | Francesco Moser  | Urs Freuler         | ?               | ?             | Carrera–Inoxpran |
| 15     | Francesco Moser   | Francesco Moser  | Urs Freuler         | ?               | ?             | Carrera–Inoxpran |
| 16     | Dag Erik Pedersen | Francesco Moser  | Urs Freuler         | ?               | ?             | Carrera–Inoxpran |
| 17     | Jürg Bruggmann    | Francesco Moser  | Urs Freuler         | ?               | ?             | Carrera–Inoxpran |
| 18     | Bruno Leali       | Francesco Moser  | Urs Freuler         | Flavio Zappi    | ?             | Carrera–Inoxpran |
| 19     | Marino Lejarreta  | Francesco Moser  | Urs Freuler         | ?               | ?             | Carrera–Inoxpran |
| 20     | Laurent Fignon    | Laurent Fignon   | Urs Freuler         | Laurent Fignon  | ?             | Renault–Elf      |
| 21     | Guido Bontempi    | Laurent Fignon   | Johan van der Velde | Laurent Fignon  | ?             | Renault–Elf      |
| 22     | Francesco Moser   | Francesco Moser  | Urs Freuler         | Laurent Fignon  | ?             | Renault–Elf      |
| Skupaj | Skupaj            | Francesco Moser  | Urs Freuler         | Laurent Fignon  | Charly Mottet | Renault–Elf      |

## Končna razvrstitev
| Legenda | Legenda                                    | Legenda | Legenda                                   |
| ------- | ------------------------------------------ | ------- | ----------------------------------------- |
|         | Predstavlja vodilnega v skupnem seštevku   |         | Predstavlja vodilnega po točkah           |
|         | Predstavlja vodilnega v gorski razvrstitvi |         | Predstavlja najboljšega mladega kolesarja |

### Rožnata majica
| Poz. | Kolesar                        | Ekipa                    | Čas         |
| ---- | ------------------------------ | ------------------------ | ----------- |
| 1    | Francesco Moser (ITA)          | Gis Gelati–Tuc Lu        | 98h 32' 20" |
| 2    | Laurent Fignon (FRA)           | Renault–Elf              | + 1' 03"    |
| 3    | Moreno Argentin (ITA)          | Sammontana–Campagnolo    | + 4' 26"    |
| 4    | Marino Lejarreta (ESP)         | Alfa Lum–Olmo            | + 4' 33"    |
| 5    | Johan van der Velde (NED)      | Metauro Mobili–Pinarello | + 6' 56"    |
| 6    | Gianbattista Baronchelli (ITA) | Murella–Rossin           | + 7' 48"    |
| 7    | Lucien Van Impe (BEL)          | Metauro Mobili–Pinarello | + 10' 19"   |
| 8    | Beat Breu (SUI)                | Cilo–Aufina–Magniflex    | + 11' 39"   |
| 9    | Mario Beccia (ITA)             | Malvor–Bottecchia        | + 11' 41"   |
| 10   | Dag Erik Pedersen (NOR)        | Murella–Rossin           | + 13' 35"   |

### Vijolična majica
| Poz. | Kolesar                   | Ekipa                    | Točke |
| ---- | ------------------------- | ------------------------ | ----- |
| 1    | Urs Freuler (SUI)         | Carrera–Inoxpran         | 178   |
| 2    | Johan van der Velde (NED) | Metauro Mobili–Pinarello | 172   |
| 3    | Francesco Moser (ITA)     | Gis Gelati–Tuc Lu        | 166   |
| 4    | Dag Erik Pedersen (NOR)   | Murella–Rossin           | 160   |
| 5    | Laurent Fignon (FRA)      | Renault–Elf              | 150   |

### Zelena majica
| Poz. | Kolesar                     | Ekipa                    | Točke |
| ---- | --------------------------- | ------------------------ | ----- |
| 1    | Laurent Fignon (FRA)        | Renault–Elf              | 53    |
| 2    | Flavio Zappi (ITA)          | Metauro Mobili–Pinarello | 40    |
| 3    | Moreno Argentin (ITA)       | Sammontana–Campagnolo    | 30    |
| 4    | Johan van der Velde (NED)   | Metauro Mobili–Pinarello | 29    |
| 5    | Jesús Rodríguez Magro (ESP) | Zor–Gemeaz Cusin         | 28    |

### Bela majica
| Poz. | Kolesar                         | Ekipa                  | Čas         |
| ---- | ------------------------------- | ---------------------- | ----------- |
| 1    | Charly Mottet (FRA)             | Renault–Elf            | 99h 02' 11" |
| 2    | Jens Veggerby (DEN)             | Fanini–Wührer          | + 3' 59"    |
| 3    | Giocondo Dalla Rizza (ITA)      | Supermercati Brianzoli | + 10' 19"   |
| 4    | Elio Festa (ITA)                | Santini                | + 10' 52"   |
| 5    | Jesús Ignacio Ibáñez Loyo (ESP) | Zor–Gemeaz Cusin       | + 15' 47"   |

### Kronometri
| Poz. | Kolesar               | Ekipa                 | Čas        |
| ---- | --------------------- | --------------------- | ---------- |
| 1    | Francesco Moser (ITA) | Gis Gelati–Tuc Lu     | 1h 43' 10" |
| 2    | Urs Freuler (SUI)     | Carrera–Inoxpran      | + 4' 26"   |
| 3    | Laurent Fignon (FRA)  | Renault–Elf           | + 4' 27"   |
| 4    | Daniel Gisiger (SUI)  | Atala                 | + 5' 10"   |
| 5    | Moreno Argentin (ITA) | Sammontana–Campagnolo | + 5' 47"   |

### Trofeo Fiat Uno
| Poz. | Kolesar                   | Ekipa                    | Točke |
| ---- | ------------------------- | ------------------------ | ----- |
| 1    | Dante Morandi (ITA)       | Atala                    | 18    |
| 2    | Johan van der Velde (NED) | Metauro Mobili–Pinarello | 12    |
| 3    | Laurent Fignon (FRA)      | Renault–Elf              | 10    |
| 4    | Marino Lejarreta (ESP)    | Alfa Lum–Olmo            | 9     |
| 5    | Mario Noris (ITA)         | Atala                    | 8     |
| 5    | Bruno Leali (ITA)         | Carrera–Inoxpran         | 8     |

### Premio dell'Agonismo
| Poz. | Kolesar                      | Ekipa            | Točke |
| ---- | ---------------------------- | ---------------- | ----- |
| 1    | Daniel Gisiger (SUI)         | Atala            | 24    |
| 2    | Giovanni Renosto (ITA)       | Murella–Rossin   | 15    |
| 3    | Steen-Michael Petersen (DEN) | Fanini–Wührer    | 11    |
| 4    | Alf Segersäll (SWE)          | Atala            | 8     |
| 4    | Juan Fernández (ESP)         | Zor–Gemeaz Cusin | 8     |

### Ekipno po času
| Poz. | Ekipa             | Čas          |
| ---- | ----------------- | ------------ |
| 1    | Renault–Elf       | 293h 48' 45" |
| 2    | Murella–Rossin    | + 2' 34"     |
| 3    | Carrera–Inoxpran  | + 27' 41"    |
| 4    | Del Tongo–Colnago | + 40' 30"    |
| 5    | Alfa Lum–Olmo     | + 40' 46"    |

### Ekipno po točkah
| Poz. | Ekipa                    | Čas |
| ---- | ------------------------ | --- |
| 1    | Metauro Mobili–Pinarello | 351 |
| 2    | Atala                    | 336 |
| 3    | Murella–Rossin           | 281 |